# Out of Time (canción de The Rolling Stones)
«Out of Time» —en español: «Fuera de ritmo»— es una canción de la banda británica de rock The Rolling Stones, escrita por Mick Jagger y Keith Richards. Existen tres versiones oficiales de la pista. La primera fue lanzada en la versión del Reino Unido de Aftermath en abril de 1966. La segunda fue publicada los Estados Unidos en el álbum recopilatorio Flowers, en 1967. La tercera fue incluida en el álbum Metamorphosis de 1975.
La versión menos conocida de la canción es la de Chris Farlowe, un cantante solista de origen Inglés. El sencillo de Farlowe, producido por Jagger, alcanzó el puesto número uno en el UK Singles Chart el 28 de julio de 1966 y se mantuvo en la cima durante una semana.
La versión de los stones fue utilizada en la película de Hal Ashby Coming Home de 1978. La de Farlowe se usó en la serie de televisión británica Heartbeat.
Como ocurre con todas las canciones del lado B de la versión británica de Aftermath, los Stones nunca habían interpretado «Out of Time» en directo, hasta 2022, cuando en el concierto celebrado en Madrid el 1 de junio, en el marco del Sixty Tour, la canción se interpretó por primera vez en vivo, tras 56 años de haberse publicado.

## Versiones de The Rolling Stones
La canción fue escrita por Mick Jagger y Keith Richards. Es conocida principalmente por sus diferentes versiones. La primera versión, la más larga en duración (5:37), fue grabada en los estudios RCA de Los Ángeles en marzo de 1966, apareció en la versión británica de Aftermath de 1966 y contó con una parte de marimba interpretada por Brian Jones. 
Una mezcla alternativa, más corta, fue lanzada en los Estados Unidos en el álbum recopilatorio Flowers de 1967. Más tarde sería la utilizada para los álbumes More Hot Rocks (Big Hits & Fazed Cookies) de 1972 y GRRR! de 2012.
Una tercera versión, presenta solo la voz de Mick Jagger (junto a la orquestación y coros de la versión de Chris Farlowe, además de nuevos coros femeninos) fue incluida en el álbum recopilatorio Metamorphosis de 1975 y lanzada como sencillo en ambos lados del Atlántico. Fue creada bajo la dirección del exdirector de la banda Allen Klein y editado bajo su discográfica ABKCO Records. (Klein poseía los derechos sobre el catálogo de la banda anterior a 1971.) Esta versión también fue incluida en el recopilatorio de 1989 Singles Collection: The London Years.

### En directo
Out of Time fue tocada en vivo por los Rolling Stones por primera vez el 1 de junio de 2022, en un concierto en Madrid, que abrió la gira europea Sixty, en celebración por los 60 años de recorrido de la banda. Habían pasado 56 años desde su publicación en el álbum Aftermath, de 1966.
El bajista Bill Wyman contó en su libro autobiográfico Rolling with the Stones, publicado en 2002, que el grupo ya interpretó en directo la canción en 1966, año de su publicación, sin embargo, no existe ningún registro o grabación que lo confirme. Mick Jagger comentó en español para el público del concierto de Madrid de 2022, que era la primera vez que tocaban en directo la canción.

### Personal
Acreditados:
- Mick Jagger: voz.
- Keith Richards: guitarra acústica, coros.
- Brian Jones: marimba, piano, coros.
- Bill Wyman: bajo, coros.
- Charlie Watts: batería.
- Ian Stewart: órgano.
- Jack Nitzsche: clavecín.

### Posicionamiento en las listas
| Lista (1975)                          | Mejor posición |
| ------------------------------------- | -------------- |
| Estados Unidos (Billboard Hot 100)    | 81             |
| Reino Unido (Official Charts Company) | 45             |

## Versión de Chris Farlowe
A pesar de varios intentos desde 1962 ninguno de sus lanzamientos obtuvo éxito, hasta que su amistad con los Stones le permitió grabar la canción «Out of Time». Chris Farlowe la publicó como sencillo a mediados de 1966. Contó con la producción de Mick Jagger. Escaló rápidamente al #1 en el UK Singles Chart, y llegó al #122 en Billboard Bubbling Under en Estados Unidos. 

### Personal
- Chris Farlowe: voz
- Joe Moretti: guitarra eléctrica
- Big Jim Sullivan: guitarra eléctrica
- Jimmy Page: guitarra acústica
- Albert Lee: guitarra acústica
- Ricky Chapman: bajo
- Pete Solley: piano
- Andy White: batería, percusión
- Mick Jagger: coros
- Arthur Greenslade: arreglo de cuerdas

### Posicionamiento en las listas
| Lista (1966)                          | Mejor posición |
| ------------------------------------- | -------------- |
| Reino Unido (Official Charts Company) | 1              |

## Versiones de otros artistas
- El cantante británico Dan McCafferty, de la banda Nazaret, grabó una versión de la pista en su primer disco solista Dan McCafferty de 1975. Fue lanzado como sencillo meses antes del álbum y alcanzó el puesto #41.
- Banda de rock serbia Električni Orgazam la versionó en serbio en 1987, titulado «Bejbe Ti Nisi Tu». Se convirtió en un gran hit en Yugoslavia.
- Los Ramones realizaron un cover del tema, el cual estuvo incluido en su 13.º álbum de estudio, Acid Eaters de 1994.[16]
- Manic Street Preachers donó una versión de la pista para el álbum de caridad de 2002, NME en Association With War Child Presents 1 Love.[17]
- John Paul Young versionó a la canción en su álbum, The Singer (1981).
- Del Shannon realizó un cover de la canción junto con Tom Petty and the Heartbreakers. Fue incluida en su álbum de 1981 Drop Down and Get Me.